# Wyoming Valley
Wyoming Valley (Valle del Wyoming) è una regione sita nel nordest della Pennsylvania. La valle è una depressione a forma di anfiteatro vicina alla catena dei monti Appalachi. La valle comprende le aree metropolitane di Scranton e Wilkes-Barre che ne occupano la parte centrale. Il fiume Susquehanna scorre in essa non per la sua totale estensione, ma si forma scaturendo dai Monti Allegheni nel nordest e quindi ruota di 90 gradi e scorre verso sudest per circa metà della valle prima di voltare a sudest uscendo dalla valle attraverso una gola fra le montagne.
Circa metà della valle (la zona sudovest) è nota per i suoi giacimenti di antracite che sono stati intensamente sfruttati nel corso del XIX secolo e la prima metà del XX. L'escavazione ebbe termine quando la volta di una galleria posta sotto il letto del fiume crollò riversando acqua nella miniera allagandola e procurando numerose vittime fra i minatori.

## Area metropolitana
L'area metropolitana di Scranton-Wilkes-Barre copre i territori delle contee di Lackwanna, Luzerne e Wyoming. Essa ha una popolazione totale di 560 625 abitanti secondo il censimento del 2000.

## Storia
Secondo una cronaca dei gesuiti del 1635, la Wyoming Valley fu abitata dai Scahentoarrhonon; essa era conosciuta come Scahentoanen Valley. Dal 1744 fu popolata dai Lenape, Mohicani, Shawnee ed altri popoli nativi americani. Pennsylvania e Connecticut combatterono a lungo rivendicando questa terra, per circa un trentennio nel corso del XVIII secolo, nelle guerre conosciute come Pennamite Wars. Il conflitto scaturì dal fatto che Carlo II d'Inghilterra assegnò le terre al Connecticut nel 1662 e quindi a William Penn nel 1681. I coloni europei del Connecticut arrivarono nell'area e fondarono la città di Wilkes-Barre nel 1769. Bande armate di coloni della Pennsylvania tentarono, senza successo, di espellerli nel 1769-70 e poi nel 1775.
Durante la Guerra d'indipendenza americana l'area fu lo scenario del Wyoming Valley Massacre il 3 luglio 1778, in cui più di trecento americani morirono per mano dei lealisti e degli alleati Irochesi. Il fatto venne descritto dal poeta scozzese Thomas Campbell nel suo poema del 1809 Gertrude of Wyoming. In quel tempo si credeva che l'attacco fosse stato guidato da Joseph Brant; nel poema Brant è citato come "Monster Brant" (Brant il mostro) a causa delle atrocità commesse, anche se in seguito emerse che Brant non fu presente al massacro. La popolarità del poema fu tale che lo Stato del Wyoming prese il nome da questa valle anche se la stessa non si trova sul suo territorio.
Un'altra teoria ritiene che il 'Wyoming' sia stato fondato proprio 
da coloni provenienti dalla Wyoming Valley.